# Lomariopsis lineata
Lomariopsis lineata är en ormbunkeart som först beskrevs av Presl, och fick sitt nu gällande namn av Holtt. Lomariopsis lineata ingår i släktet Lomariopsis och familjen Lomariopsidaceae. Inga underarter finns listade.